# Paamiut
Paamiut (Deens: Frederikshåb) is een plaats en voormalige gemeente in Groenland. De stad ligt tussen Nuuk en Narsaq. Paamiut is bekend om zijn kerk.
In 2005 telde de gemeente 1957 en de plaats 1817 inwoners. Op 1 januari 2009 is de gemeente opgeheven en opgegaan in de gemeente Sermersooq. In 2014 telde de plaats 1539 inwoners.
In Paamiut zijn een bankkantoor (Grønlandsbanken) en postkantoor (Tele Post) ineen. Verder is er een uitgebreide supermarkt, Brugsen, en de normale KNI-winkel.
Wekelijks zijn er veerverbindingen naar noord en zuid, zo'n 3 keer per week is er een vliegverbinding (helikopter) naar Nuuk en Narsarsuaq, soms met tussenstop in Kangilinnguit. In november 2007 is men begonnen een vliegveld aan te leggen.
Op 1 september 2020 kwamen drie mensen om bij een woningbrand in het dorp.

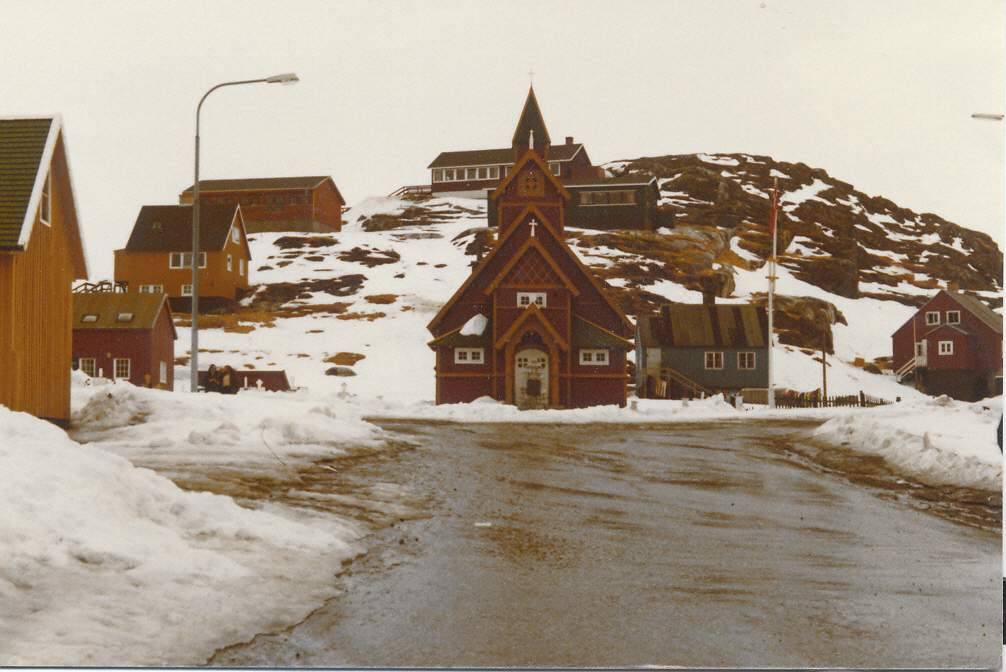
De kerk in Paamiut (foto gemaakt in 1980)

- Library of Congress Control Number: n81018301
- MusicBrainz: d5e2b3e6-663f-4d53-9984-332271bd031c
- Nationale Bibliotheek van Israël: 987007550305405171
- Virtual International Authority File: 124340878

Voormalige landsdelen: Kitaa  · Tunu  · Avannaa

Voormalige gemeenten: Aasiaat  · Ammassalik · Ilulissat · Ittoqqortoormiit  · Ivittuut · Kangaatsiaq  · Maniitsoq · Nanortalik · Narsaq · Nuuk · Paamiut · Qaanaaq · Qaasuitsup · Qaqortoq · Qasigiannguit · Qeqertarsuaq · Sisimiut · Upernavik · Uummannaq